# コリー・アレン (ラグビー選手)
コリー・アレン（Cory Allen, 1993年2月11日 – ）は、ウェールズのラグビーユニオン選手。ポジションはセンター。ドラゴンズに所属。弟のメイソン・グレイディはラグビー選手(ウェールズ代表)。

## ウェールズ代表
彼は2012年から2013年にかけて、7人制ラグビー男子ウェールズ代表に選出された。
2013年1月、彼は20歳以下のウェールズ代表メンバーに選出され、2013年のU-20シックス・ネイションズに参加した。フル代表でのデビューは2013年11月16日のアルゼンチン戦であった。
2015年、ラグビーワールドカップ2015のウェールズ代表に選ばれた。